# Inmo Yang
Inmo Yang (hangul : 양인모 ; Kanji : 梁 仁模 ; né le 26 juillet 1995) est un violoniste sud-coréen.
En 2015, Yang a remporté le premier prix du 54e concours international de violon Niccolò-Paganini « Premio Paganini » à Gênes, en Italie, devenant ainsi le premier lauréat du concours Paganini à remporter le premier prix depuis 2006. En 2022, Yang a remporté le premier prix du 12e concours international de violon Jean-Sibelius à Helsinki, en Finlande.

## Historique
À l'âge de 11 ans, Yang a fait ses débuts en récital dans le cadre de la Ewon Prodigy Series à Séoul, en Corée du Sud. Plus tard, à l'âge de 15 ans, il a fait ses débuts avec l'Orchestre symphonique de la KBS (Korean Broadcasting System) à Séoul. Yang a ensuite étudié à l'université nationale des arts de Corée sous la direction du professeur Nam-Yun Kim.
Il a étudié avec le professeur Miriam Fried au Conservatoire de musique de la Nouvelle-Angleterre (New England Conservatory of Music) à Boston, dans l'État du Massachusetts, où il a obtenu une licence en musique et un diplôme d'artiste. Il a ensuite étudié avec le professeur Antje Weithaas à l'Académie de musique Hanns Eisler (Hochschule für Musik Hanns Eisler) à Berlin, en Allemagne, où il a obtenu une maîtrise en interprétation du violon.
En 2014, il a remporté le premier prix du concours de la Concert Artists Guild à New York. La même année, il a remporté le deuxième prix dans la catégorie senior du Concours international pour jeunes violonistes Yehudi-Menuhin à Austin (Texas), aux États-Unis. L'année suivante, Yang a remporté le 54e concours international de violon Niccolò-Paganini « Premio Paganini » à Gênes, en Italie. Fabio Luisi, à l'époque, le président du jury, a déclaré : « Inmo est un musicien intuitif et son Paganini est fascinant et exquis. » En 2016, Yang a fait ses débuts à Carnegie Hall à New York, dans la salle « Joan and Sanford I. Weill Recital Hall », en tant que lauréat du concours de la Concert Artists Guild. En 2022, lorsque Yang a remporté le concours international de violon Jean-Sibelius à Helsinki, en Finlande, il a reçu en même temps le prix de la famille Sibelius pour la meilleure interprétation de l'œuvre Caprice for violin, composée par Magnus Lindberg.
Yang a fait une présentation de son violon, Stradivarius « Joachim Ma », lors de la Conférence TED à Boston en 2019.

## Instruments

### Instruments utilisés dans le passé
- « Il Cannone », Guarneri del Gesù, appartenait à Niccolò Paganini, 1743 (utilisé lors d'un concert spécial à Gênes)
- « Joachim Ma », Antonio Stradivari, 1714[9]
- « Bostonian », Antonio Stradivari, 1705/1718

### Présent
Violon de Giovanni Battista Guadagnini, 1772

## Prix
2012 : 4e prix, Concours international de violon de Hanovre Joseph Joachim
2013 : 2e prix, Concours de violon de Munetsugu Angel
2014 : 2e prix, Concours international Yehudi Menuhin, section senior
2014 : 1er prix, Concert Artists Guild Competition
2015 : 1er prix, Concours international « Premio Paganini »
2022 : 1er prix, Concours international Jean Sibelius et Prix de la meilleure interprétation

## Enregistrements
- 24 Caprices, Niccolò Paganini, Deutsche Grammophon, 2018[15]
- The Genetics of Strings (« La Génétique des Cordes »), Universal Music Limited, 2021